# Goryczka krótkołodygowa
Goryczka krótkołodygowa, goryczka Klusjusza, goryczka Kluzjusza (Gentiana clusii Perr. & Songeon) – gatunek rośliny należący do rodziny goryczkowatych. Środkowo- i południowoeuropejska roślina górska, występuje w Alpach, Karpatach, w Chorwacji, w Czarnym Lesie. W Polsce występuje wyłącznie w Tatrach. Jest tutaj dość pospolita. Status gatunku we florze Polski: gatunek rodzimy. Gatunkowa nazwa rośliny pochodzi od francuskiego botanika oraz lekarza Charles’a de L’Écluse (Clusiusa).

## Morfologia

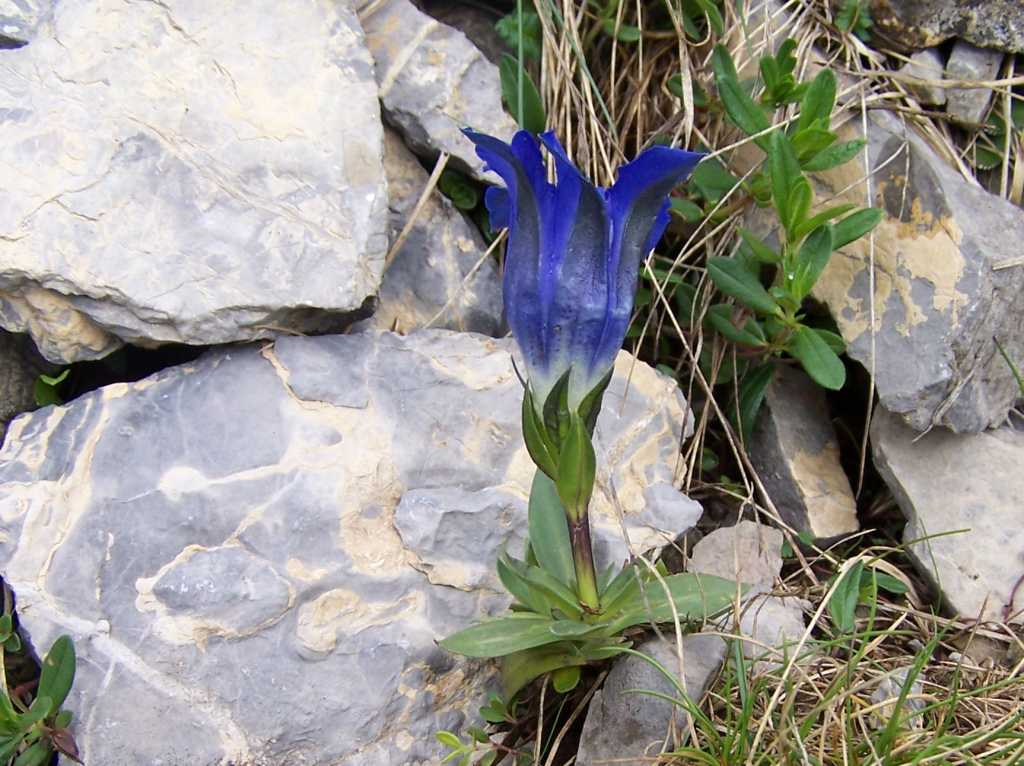
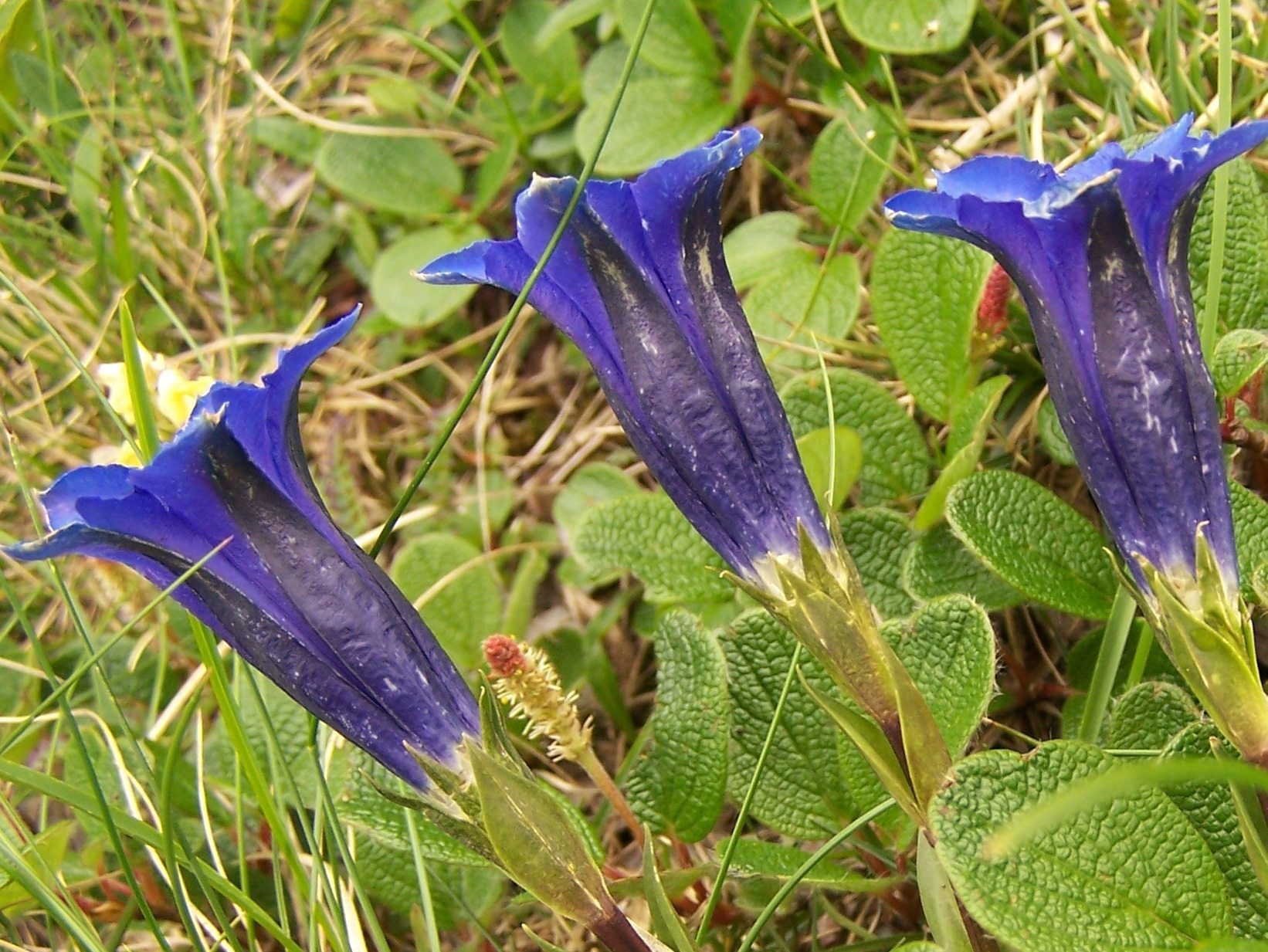
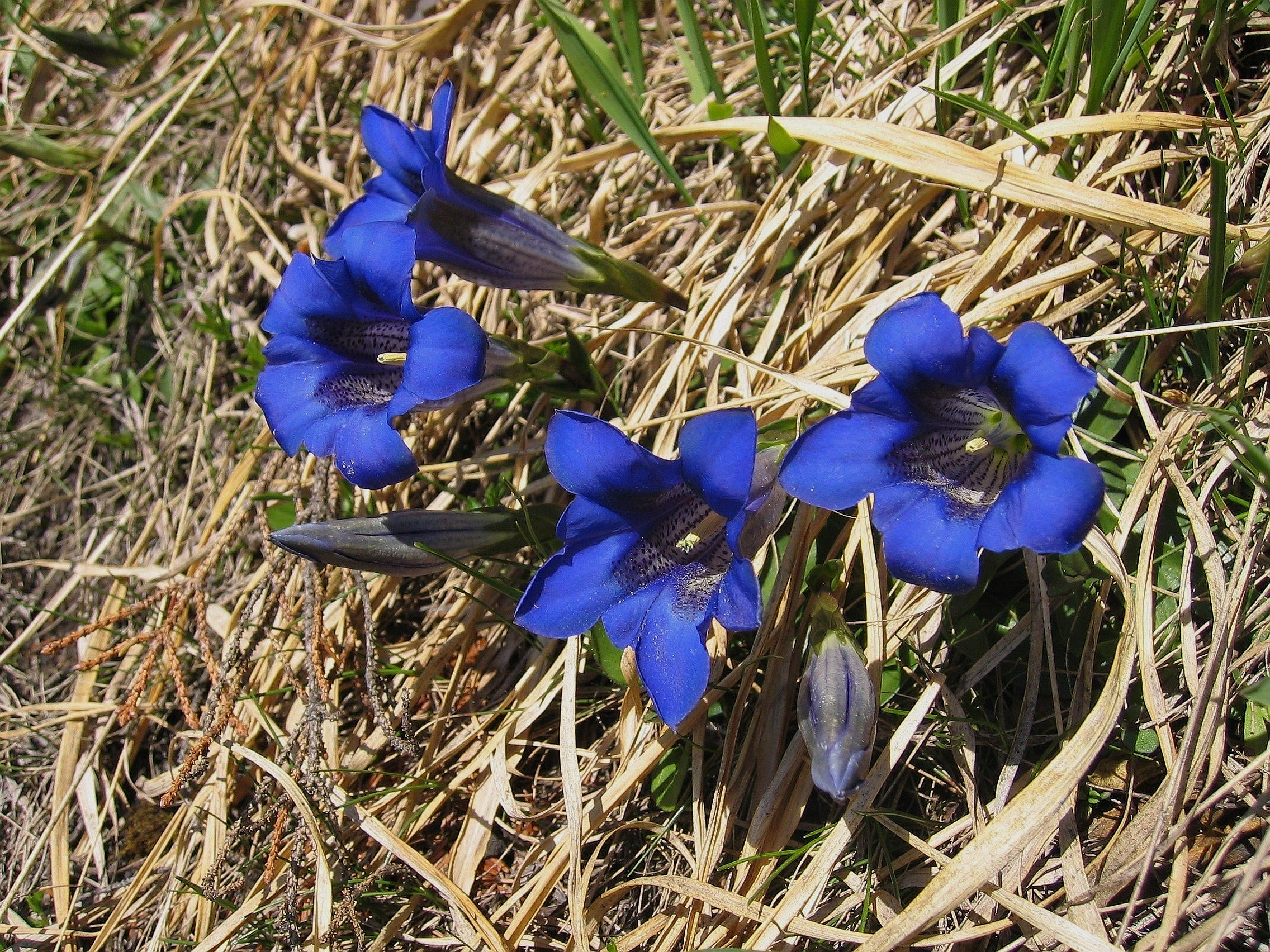

ŁodygaNiska, naga i nierozgałęziająca się. Osiąga wysokość 5-15 cm. Pod ziemią walcowate kłącze.
LiścieSkórzaste, lancetowate i zaostrzone, zebrane w rozetę przy samej ziemi. Zimozielone. Liście łodygowe mniejsze, nieliczne, wyrastające naprzeciwlegle.
KwiatyWyrastają pojedynczo na szczycie krótkiej łodygi. Kolor kwiatów intensywnie szafirowobłekitny lub lazurowogranatowy – bardzo charakterystyczny i wybitnie ładny. Kwiat dzwonkowaty, osadzony na szczycie łodygi, pojedynczy, bardzo duży w stosunku do niewielkiego wzrostu rośliny, o długości do 6 cm. Ma krótki, zrosłodziałkowy, 5-ząbkowy, zielony kielich, dzwonkowata korona rozchyla się w górnej części 5 trójkątnymi płatkami, które są prawie tak samo długie, jak kielich, lub nawet do 1,5 raza dłuższe. Słupek pojedynczy z butelkowatą szyjką i dwułatkowym, białym znamieniem. 5 pręcików w dolnej części jest przyrośnięte nitkami do rurki korony, a ich pylniki są zrośnięte w rurkę poniżej znamienia słupka (przystosowanie zapobiegające samozapyleniu).
OwocDwudzielna torebka o długości do 6 cm z ciemnymi, drobnymi nasionami.

## Biologia i ekologia
RozwójBylina. Kwitnie od kwietnia do czerwca. Zapylana jest przez motyle, pszczoły i trzmiele, do samozapylenia dochodzi rzadko. Podczas deszczu i złej pogody kwiaty stulają się w pąk, chroniąc słupek i pręciki.
SiedliskoRośnie w górach, wyłącznie na podłożu wapiennym (kalcyfit), na halach, uskokach skalnych, pastwiskach, niskich torfowiskach. Preferuje stanowiska nasłonecznione. W Tatrach występuje od regla dolnego po piętro halne, na wysokościach 935–2000 m n.p.m..
FitosocjologiaGatunek charakterystyczny dla klasy Seslerietea variae.

## Zmienność
W obrębie tego gatunku oprócz podgatunku nominatywnego wyróżniono jeden podgatunek:
- Gentiana clusii subsp. rochelii (A.Kern.) Halda

Kultywary:
- 'Alboviolacea' – kwiaty mają białą barwę, wewnątrz są żółte z oliwkowo-fioletowymi plamkami[9]
- 'Ametyst' – kwiaty mają białą barwę, lecz z wierzchu są różowofioletowe[9]
- 'Apricot' – kwiaty mają białą barwę, lecz są żółte wewnątrz i z wierzchu[9]
- 'Pobole' – kwiaty są duże, pękate, mają lilioworóżową barwę[9]
- 'Purple Strain' – kwiaty osadzone są na krótkich szypułkach, mają ametystowofioletową barwę, dorastają do 4–5 cm długości[9]

## Zagrożenia i ochrona
W Polsce gatunek objęty ścisłą ochroną gatunkową. Zagrożeniem jest niszczenie jej przez turystów, którzy często, ze względu na jej ładne kwiaty zrywają ją przy szlakach turystycznych. Widać to na skałkach dolomitowych i wapiennych, które przy szlakach są często do wysokości 2 m ogołocone z tej rośliny. Wszystkie jej naturalne stanowiska w Polsce znajdują się w Tatrzańskim Parku Narodowym. Podlega ochronie również na Słowacji.

## Zastosowanie
- Roślina ozdobna: uprawiana w ogródkach skalnych (dość rzadko).